# Xã Bearville, Quận Itasca, Minnesota
Xã Bearville (tiếng Anh: Bearville Township) là một xã thuộc quận Itasca, tiểu bang Minnesota, Hoa Kỳ. Năm 2010, dân số của xã này là 205 người.